# 9 Pułk Artylerii Lekkiej (PSZ)
9 Pułk Artylerii Lekkiej (9 pal) – oddział artylerii lekkiej Polskich Sił Zbrojnych w ZSRR.
Pułk był formowany od stycznia 1942 roku w miejscowości Margʻilon, na terytorium ówczesnej Uzbeckiej Socjalistycznej Republiki Radzieckiej, w składzie 9 Dywizji Piechoty. Uzbrojenia pułk nie otrzymał. W maju 1942 przeformowany w 2 Karpacki pułk artylerii lekkiej.

## Dowódca pułku
- ppłk Zenon Staszek[2]